# The Killers

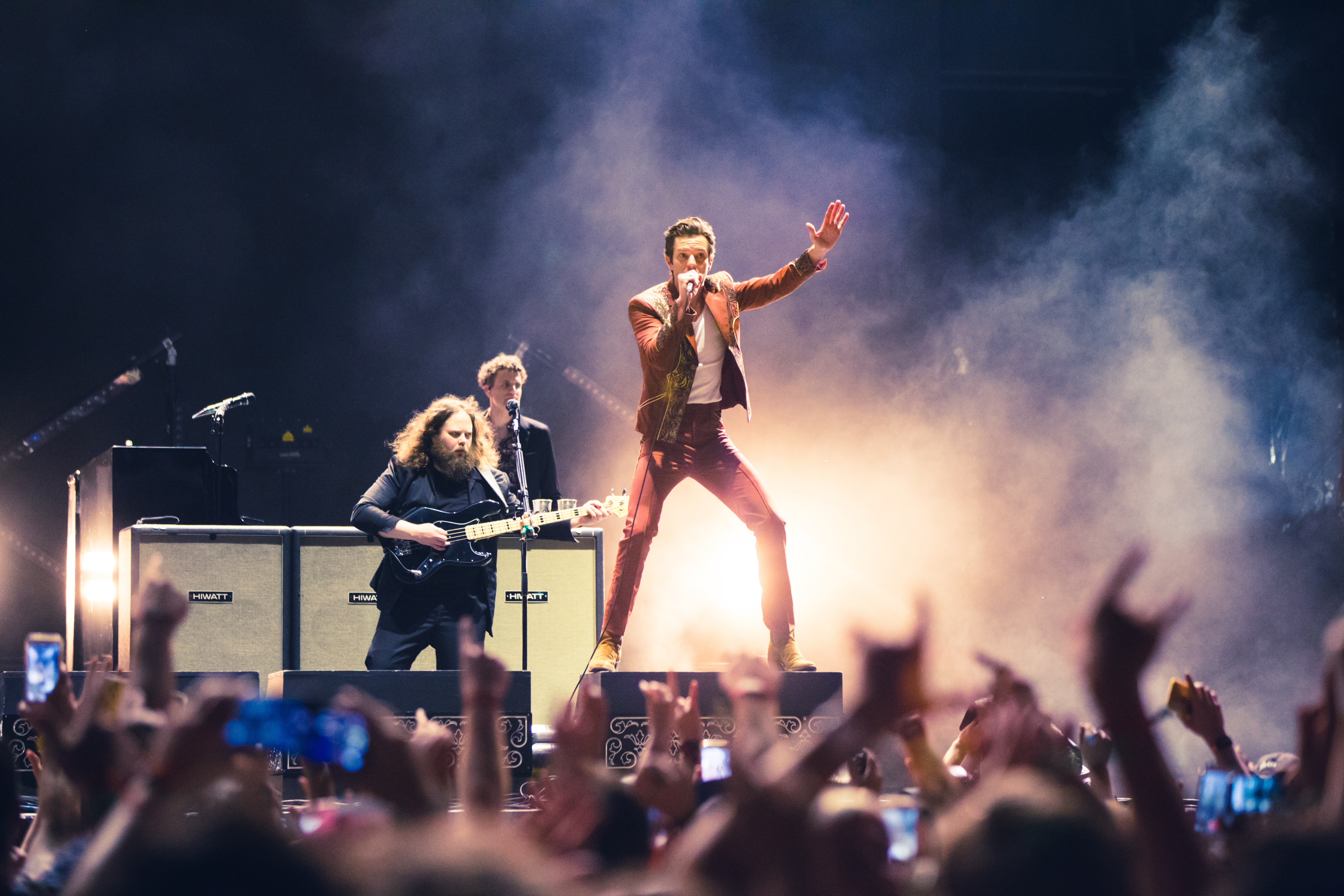
The Killers podczas koncertu w 2018

The Killers – amerykański alternatywny zespół rockowy pochodzący z Las Vegas w Nevadzie.

## Historia
Zespół został założony przez Brandona Flowersa, a inspiracją do tego było obejrzenie występu Oasis. Niedługo potem odpowiedział na ogłoszenie Davida Keuninga i tak powstał rdzeń zespołu. Nazwa została zapożyczona z klipu New Order pt. „Crystal”. Wkrótce potem do Brandona i Davida dołączyli Mark Stoermer i Ronnie Vanucci i w czwórkę szybko rozpoczęli prace nad materiałem na album.
Ich pierwszy album Hot Fuss został wydany 7 czerwca 2004 w Wielkiej Brytanii, a 15 czerwca w USA. Pierwszym i największym hitem był singel Somebody Told Me, który wspiął się na trzecie miejsce w rankingu singli w Wielkiej Brytanii. Innymi hitami z tego albumu były: Mr. Brightside, All These Things That I've Done, Smile Like You Mean It.
Drugi album zespołu – Sam’s Town został wydany na świecie, później był dostępny również w ekonomicznej – polskiej wersji. W sumie zdobył na globie podwójną platynową płytę. Album promują w Polsce single – When You Were Young, Bones i Read my mind.
Zespół wystąpił gościnnie w czwartym epizodzie drugiego sezonu serialu Życie na fali.

## Koncerty w Polsce
- 5 lipca 2005 jako support U2 na Stadionie Śląskim w Chorzowie
- 20 sierpnia 2009 wystąpili na Coke Live Music Festival w Krakowie[2].
- 10 sierpnia 2012 wystąpili na Coke Live Music Festival Warm-up w Teatrze Łaźnia Nowa w Krakowie[3].
- 11 sierpnia 2012 wystąpili na Coke Live Music Festival w Krakowie[3].
- 2 lipca 2022 wystąpili na Open'er Festival w Gdyni.

## Muzycy
- Brandon Flowers – wokal, gitara basowa, syntezator
- Dave Keuning – wokal, gitara
- Mark Stoermer – wokal, gitara basowa
- Ronnie Vannucci – perkusja

## Dyskografia
Na podstawie materiału źródłowego:

### Albumy studyjne
- Hot Fuss (2004)
- Sam’s Town (2006)
- Day & Age (2008)
- Battle Born (2012)
- Wonderful Wonderful (2017)
- Imploding the Mirage (2020)
- Pressure Machine (2021)

### Albumy koncertowe i składanki
- Sawdust (2007)
- Live From Royal Albert Hall DVD (2009)
- Direct Hits (2013)
- Rebel Diamonds (2024)

### Single
- Somebody Told Me (2004)
- Mr. Brightside (2004)
- All These Things That I've Done (2004)
- Smile Like You Mean It (2005)
- Glamorous Indie Rock & Roll (2005)
- When You Were Young (2006)
- Bones (2006)
- A Great Big Sled (2006)
- Read My Mind (2007)
- For Reasons Unknown (2007)
- Shadowplay (2007)
- Tranquilize (2007)
- Don't Shoot Me Santa (2007)
- Human (2008)
- Spaceman (2008)
- Joseph, Better You Than Me (2008)
- The World We Live In (2009)
- Goodnight Travell Well (2009)
- A dustland fairytale (2009)
- Happy Birthday Guadalupe (2009)
- Boots (2010)
- The Cowboys' Christmas Ball (2011)
- Runaways (2012)
- Miss Atomic Bomb[5] (2012)
- Shot At The Night (2013)
- Just Another Girl (2013)
- Christmas in L.A. (2013)[6]
- Joel the Lump of Coal (2014)[7]
- Dirt Sledding (2015)[8]
- Peace of Mind (2016)[9]
- The Man (2017)[10]
- Run For Cover (2017)[10]
- Rut (2018)[11]
- Land of the Free (2019)
- Caution (2020)
- Fire in Bone (2020)
- My Own Soul's Warning (2020)
- Dying Breed (2020)